# 20.000 Arten von Bienen
20.000 Arten von Bienen (Originaltitel: 20.000 especies de abejas, internationaler Titel: 20,000 Species of Bees) ist ein spanischer Spielfilm von Estibaliz Urresola Solaguren aus dem Jahr 2023. Der Film wurde im Februar 2023 im Rahmen der Internationalen Filmfestspiele Berlin uraufgeführt.

## Handlung
Die 8-jährige Lucía kann den Erwartungen ihrer Umwelt nicht entsprechen und versteht nicht warum. Jeder besteht darauf, sie als Jungen zu betrachten und Aitor oder Cocó zu nennen. Doch sie erkennt sich in den Vorstellungen anderer bezüglich ihrer geschlechtlichen Identität nicht wieder. Währenddessen stürzt ihre Mutter Ane in eine berufliche und emotionale Krise. In den Ferien beschließt sie, mit den drei Kindern ihre eigene Mutter zu besuchen. Cocó erkennt, dass Großmutter Lita und Tante Lourdes ihr Geld mit der Imkerei und Honigerzeugung verdienen. Lucía erkundet ihre Geschlechtsidentität an der Seite der Frauen, die gleichzeitig über ihr eigenes Leben und ihre eigenen Wünsche nachdenken. Dieser Sommer verändert das Leben von Ane, Lita und Lourdes. Die drei Frauen aus unterschiedlichen Generationen stellen sich ihren Zweifeln und Ängsten. Auch Ane beginnt endlich ehrlich zu sich selbst zu sein.

## Hintergrund
20.000 Arten von Bienen ist das Spielfilmdebüt der baskischen Kurzfilmregisseurin Estibaliz Urresola Solaguren. Sie nahm mit dem Projekt im Jahr 2022 am Berlinale Co-Production Market teil. Der Film wurde von weiteren führenden europäischen Entwicklungslabors unterstützt. Hinter der Produktion stehen die Gesellschaften Gariza Films, Sirimiri Films and Inicia Films.

## Veröffentlichung
Die Uraufführung des Films fand am 22. Februar 2023 im Rahmen der Internationalen Filmfestspiele Berlin statt.

## Auszeichnungen
20.000 Arten von Bienen erhielt eine Einladung in den Wettbewerb um den Goldenen Bären, den Hauptpreis der Berlinale. Der Film gelangte auch in die Auswahl für den LGBTIQ-Preis Teddy Award und wurde gleichzeitig mit dem Gilde-Filmpreis sowie mit der Auszeichnung der Leserjury der Berliner Morgenpost bedacht. Die achtjährige Schauspielerin Sofía Otero erhielt den Silbernen Bären für die beste schauspielerische Leistung in einer Hauptrolle.